# Julia Sigova
Julia Sigova, född 1982 i Minsk i Belarus, är en belarusisk-svensk klassisk konsertpianist.
Julia var 6 år gammal när hon började spela piano. Efter att ha avslutat sin utbildning på Glinka musikgymnasium i Minsk fick hon en inbjudan att studera på Musikhögskolan i Malmö (en del av Lunds Universitet) där hon också gick Diplomutbildning för professor Hans Pålsson. Julia har även studerat på Sibelius-Akademi i Helsingfors. Hon fortsatte därefter sina studier som solopianist under ledning av Konstantin Bogino i Bergamo och Norma Fisher i London.
Bland de olika utmärkelser som Julia mottagit är 2008 års stipendium som bästa kvinnliga solist i Öresundsregionen. 2011 utsågs hon till årets bästa kvinnliga solist av Fredrika Bremer-förbundet.
Sedan hennes debut med Malmö symfoniorkester år 2010 har Julia bland annat uppträtt på "La Biennale" i Venedig, Båstad kammarmusikfestival och St.Martin in the Fields i London.
Hon har uppträtt med kända solister och dirigenter som till exempel Håkan Hardenberger, Mats Rondin och Marc Soustrot.